# Michel Ghislain Stapleaux
Pour les articles homonymes, voir Stapleaux.
Michel Stapleaux, né à Bruxelles le 26 juin 1799 et mort à Gien le 28 octobre 1881, est un peintre belge portraitiste.

## Biographie
Michel Ghislain Stapleaux est né à Bruxelles le 26 juin 1799 et est mort à Gien le 28 octobre 1881. Il a épousé l'artiste peintre de fleurs Louise Schavije. Il était l'oncle de Gustave Sabatier, parlementaire, et de Léopold Stapleaux, romancier.
Peintre d'histoire et portraitiste, il se forma auprès de Jacques-Louis David. Il est récompensé par deux médailles d'or au concours de peinture d'histoire de Bruxelles en 1822 et à celui d'Anvers en 1823.
Il fut le dernier assistant de David durant ses années d'exil à Bruxelles. Il travailla avec son maître principalement sur Mars désarmé par Vénus et les grâces dont il organisa l'exposition à Paris en 1824, et fut chargé de terminer la Colère d'Achille. David lui confia aussi la supervision des gravures d'après le Serment du jeu de paume, le Sacre de Napoléon et Léonidas aux Thermopyles. Présent au moment de la mort du peintre, il participa en janvier 1826 à ses funérailles comme ancien élève, avec Joseph Paelinck et François-Joseph Navez et déposa les pinceaux et la palette de David sur sa tombe.
En 1834, il fut chargé de réaliser les portraits des membres de la famille de Jérôme Bonaparte à Stuttgart, peintre officiel du roi de Wurtemberg, il reçoit la grande médaille du mérite du Wurtemberg en 1839.
Il a été le professeur de dessin de la princesse Mathilde Bonaparte.

## Œuvres

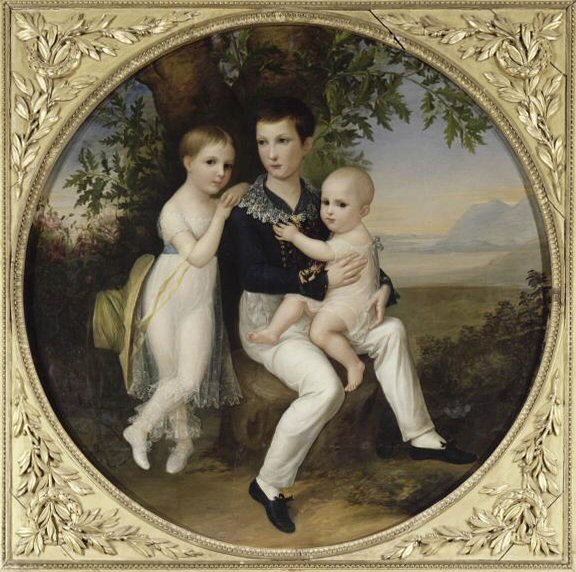
Les Enfants de Jérôme Bonaparte, Musée Fesch à Ajaccio

- Fontainebleau, musée national du Château, La Reine Julie se reposant sur une méridienne, aquarelle daté de 1834, au mur un portrait du roi Joseph.
- Ajaccio, Musée Fesch, Les Enfants de Jérôme Bonaparte, huile sur toile, 128 × 125 cm.

Œuvres passées en vente publique
(par prix d'ajudication décroissant)
- Le Retour du fils prodigue, huile sur toile, 242 × 209 cm, Phillips, Londres, 23 juin 1998, adjugé 18 000 £.
- Marcus Atilius Regulus part pour Carthage, retenu par ses parents, tempera sur papier, 24,9 × 32 cm, Porro, Milan, 28 mai 2005, adjugé 3 660 €.
- Portrait de la Princesse Mathilde de Wurstenberg (?), aquarelle, 37,6 × 28,4 cm, Paris, Sotheby's, 27 juin 2002, 2 640 €.
- Portrait de dame de qualité, huile sur toile, 74,9 × 63 cm, Bruxelles, hôtel des ventes Horta, 13 octobre 1997, 90 000 BF.
- Portrait de la femme de l'artiste, Louise Schavije, aquarelle sur ivoire, 26,7 cm de haut, Londres Bonhams, 22 novembre 2006, adjugé 624 £.
- Portrait d'un officier, portrait de femme, deux aquarelles, 37,1 × 29 cm, Francfort, Arnold, 5 juin 2004, 550 €.
- Le Départ de Régulus[2], Aquarelle, 31,5 × 25,1 cm, Munich Neumeister, adjugé 600 €.
- Portait de Madame de Staël (?) allongée sur un canapé, huile sur toile, 157 × 176 cm, Paris, Sotheby's, 2 décembre 2003, non vendu.
- Le Dressage du canari, aquarelle, 31 × 23,9 cm, Londres, Sotheby's, non vendu.